# Johannes Kühn
Johannes Kühn (Passavia, 19 novembre 1991) è un biatleta tedesco.

## Biografia
In Coppa del Mondo ha esordito il 13 dicembre 2012 a Pokljuka (17º nella sprint) e ai Giochi olimpici invernali a Pyeongchang 2018 (58º nell'individuale). Il 6 dicembre 2018 a Pokljuka ha ottenuto il primo podio in Coppa del Mondo (2º nell'individuale); nella stessa stagione ha debuttato ai campionati mondiali a Östersund 2019 piazzandosi 23º nella sprint e 24º nell'inseguimento. L'anno dopo ad Anterselva 2020 si è classificato 40º nella sprint, 28º nell'inseguimento, 26º nell'individuale e 10º nella partenza in linea; mentre a Pokljuka 2021 è stato 45º nella sprint, 41º nell'inseguimento e 24º nell'individuale.
Il 10 dicembre 2021 ha conquistato nella sprint di Hochfilzen la prima vittoria in Coppa del Mondo e in seguito ha preso parte ai XXIV Giochi olimpici invernali di Pechino 2022 posizionandosi 33º nella sprint, 12º nell'inseguimento, 51º nell'individuale e 10º nella partenza in linea; ai Mondiali Oberhof 2023 è stato 8º nella sprint, 6º nell'inseguimento, 21º nella partenza in linea e 5º nella staffetta, a quelli di Nové Město na Moravě 2024 si è classificato 14º nella sprint, 15º nell'inseguimento, 19º nell'individuale, 14º nella partenza in linea e 4º nella staffetta e a quelli di Lenzerheide 2025 ha vinto la medaglia di bronzo nella staffetta e si è piazzato 12º nell'individuale.

## Palmarès

### Mondiali
- 1 medaglia:
  - 1 bronzo (staffetta a Lenzerheide 2025)

### Mondiali juniores
- 4 medaglie:
  - 3 ori (staffetta a Torsby 2010; inseguimento, staffetta a Nové Město na Moravě 2011)
  - 1 argento (sprint a Nové Město na Moravě 2011)

### Europei
- 2 medaglie:
  - 1 oro (staffetta a Brezno-Osrbile 2012)
  - 1 bronzo (sprint a Duszniki-Zdrój 2021)

### Coppa del Mondo
- Miglior piazzamento in classifica generale: 11º nel 2022
- 20 podi (5 individuali, 15 a squadre):
  - 1 vittoria (individuale)
  - 6 secondi posti (1 individuale, 5 a squadre)
  - 13 terzi posti (3 individuali, 10 a squadre)

#### Coppa del Mondo - vittorie
| Data             | Località   | Nazione | Spec. |
| ---------------- | ---------- | ------- | ----- |
| 10 dicembre 2021 | Hochfilzen | Austria | SP    |

Legenda:

SP = sprint